# Tiszasas
Tiszasas ist eine ungarische Gemeinde im Kreis Kunszentmárton im Komitat Jász-Nagykun-Szolnok.

## Geografische Lage
Tiszasas liegt am linken Ufer der Theiß, im südlichen Teil des Komitats Jász-Nagykun-Szolnok. Nachbargemeinden sind Csépa und Tiszaug.

## Söhne und Töchter der Gemeinde
- Éva Hotti (1920–1965), Schauspielerin

## Sehenswürdigkeiten
- 1848er-Denkmal (1848-as honvédemlékmű)
- Hochwasser-Denkmal (Árvíz emlékmű)
- Reformierte Kirche, erbaut 1789 (Spätbarock), später mehrfach umgebaut und erweitert
- Weltkriegsdenkmal (II. világháborús emlékmű)

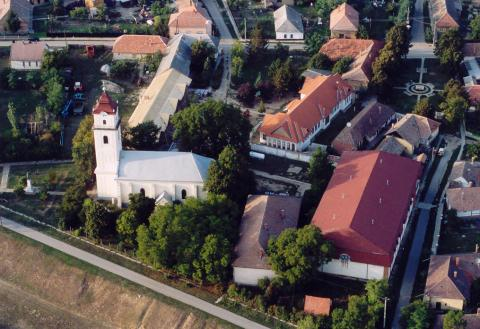
Blick auf die reformierte Kirche

- Windmühle (Szélmalom)

## Verkehr
Durch Tiszasas verläuft die Landstraße Nr. 4511. Die Gemeinde ist angebunden an die Eisenbahnstrecke von Kunszentmárton nach Kiskunfélegyháza.